# Nuoto ai Giochi della XXXII Olimpiade - 400 metri stile libero femminili
La gara di nuoto dei 400 metri stile libero femminili dei Giochi della XXXII Olimpiade di Tokyo è stata disputata il 25 e 26 luglio 2021 presso il Tokyo Aquatics Centre. Vi hanno partecipato 26 atlete provenienti da 19 nazioni.
La competizione è stata vinta dalla nuotatrice australiana Ariarne Titmus, mentre l'argento e il bronzo sono andati rispettivamente alla statunitense Katie Ledecky e alla cinese Li Bingjie.

## Record
Prima della competizione il record del mondo e il record olimpico erano i seguenti:
| Record mondiale | 3'56"46 | Katie Ledecky Stati Uniti | 7 agosto 2016 Rio de Janeiro, Brasile |
| Record olimpico | 3'56"46 | Katie Ledecky Stati Uniti | 7 agosto 2016 Rio de Janeiro, Brasile |

Nel corso della competizione non sono stati migliorati.

## Programma
| Data           | Ora (UTC+9) | Turno    |
| -------------- | ----------- | -------- |
| 25 luglio 2021 | 20:06       | Batterie |
| 26 luglio 2021 | 11:20       | Finale   |

## Risultati

### Batterie
| Pos. | Batteria | Corsia | Atleta                  | Nazionalità             | Tempo   | Note |
| ---- | -------- | ------ | ----------------------- | ----------------------- | ------- | ---- |
| 1    | 3        | 4      | Katie Ledecky           | Stati Uniti             | 4'00"45 | Q    |
| 2    | 3        | 5      | Li Bingjie              | Cina                    | 4'01"57 | Q,   |
| 3    | 4        | 4      | Ariarne Titmus          | Australia               | 4'01"66 | Q    |
| 4    | 4        | 8      | Erika Fairweather       | Nuova Zelanda           | 4'02"28 | Q    |
| 5    | 3        | 6      | Summer McIntosh         | Canada                  | 4'02"72 | Q    |
| 6    | 3        | 2      | Isabel Marie Gose       | Germania                | 4'03"21 | Q    |
| 7    | 4        | 6      | Paige Madden            | Stati Uniti             | 4'03"98 | Q    |
| 8    | 4        | 2      | Tang Muhan              | Cina                    | 4'04"07 | Q    |
| 9    | 4        | 3      | Tamsin Cook             | Australia               | 4'04"80 |      |
| 10   | 4        | 5      | Ajna Késely             | Ungheria                | 4'05"34 |      |
| 11   | 4        | 1      | Waka Kobori             | Giappone                | 4'05"57 |      |
| 12   | 2        | 3      | Julia Hassler           | Liechtenstein           | 4'06"98 |      |
| 13   | 2        | 5      | Joanna Evans            | Bahamas                 | 4'07"50 |      |
| 14   | 3        | 7      | Anastasija Kirpičnikova | ROC                     | 4'08"01 |      |
| 15   | 3        | 3      | Anna Egorova            | ROC                     | 4'08"24 |      |
| 16   | 3        | 8      | Beril Böcekler          | Turchia                 | 4'08"27 |      |
| 17   | 2        | 6      | Marlene Kahler          | Austria                 | 4'08"37 |      |
| 18   | 4        | 7      | Leonie Kullmann         | Germania                | 4'10"25 |      |
| 19   | 2        | 4      | Merve Tuncel            | Turchia                 | 4'11"06 |      |
| 20   | 3        | 1      | Miyu Namba              | Giappone                | 4'13"49 |      |
| 21   | 2        | 2      | Han Da-kyung            | Corea del Sud           | 4'16"49 |      |
| 22   | 2        | 7      | Sasha Gatt              | Malta                   | 4'19"75 |      |
| 23   | 2        | 1      | Tiana Rabarijaona       | Madagascar              | 4'28"41 |      |
| 24   | 1        | 4      | Eda Zeqiri              | Kosovo                  | 4'38"02 |      |
| 25   | 1        | 5      | Talita Te Flan          | Costa d'Avorio          | 4'38"92 |      |
| 26   | 1        | 3      | Natalia Kuipers         | Isole Vergini Americane | 4'39"42 |      |

### Finale
| Pos.    | Corsia | Atleta            | Nazionalità   | Tempo   | Note             |
| ------- | ------ | ----------------- | ------------- | ------- | ---------------- |
| Oro     | 3      | Ariarne Titmus    | Australia     | 3'56"69 | Record oceaniano |
| Argento | 4      | Katie Ledecky     | Stati Uniti   | 3'57"36 |                  |
| Bronzo  | 5      | Li Bingjie        | Cina          | 4'01"08 | Record asiatico  |
| 4       | 2      | Summer McIntosh   | Canada        | 4'02"42 | Record nazionale |
| 5       | 8      | Tang Muhan        | Cina          | 4'04"10 |                  |
| 6       | 6      | Isabel Marie Gose | Germania      | 4'04"98 |                  |
| 7       | 7      | Paige Madden      | Stati Uniti   | 4'06"81 |                  |
| 8       | 1      | Erika Fairweather | Nuova Zelanda | 4'08"01 |                  |